# Oncideres pittieri
Oncideres pittieri là một loài bọ cánh cứng trong họ Cerambycidae.